# Geophila melanocarpa
Geophila melanocarpa är en måreväxtart som beskrevs av Henry Nicholas Ridley. Geophila melanocarpa ingår i släktet Geophila och familjen måreväxter. Inga underarter finns listade i Catalogue of Life.